# 김병학 (1821년)
김병학(金炳學, 1821년 ~ 1879년)은 조선 후기의 문신으로 이조판서, 의정부좌의정 등을 지냈고 불우한 처지의 왕족 흥선군을 각별히 대우한 일로 흥선대원군과 교분이 두터웠다.
1863년 일족이 정치적으로 숙청당한 뒤에도 좌의정 등을 지내고, 철종실록 편찬에 참여하였으며 대전회통 간행을 주관하였다. 본관은 안동(安東). 자 경교(景敎). 호 영초(穎樵). 시호 문헌(文獻). 이조판서 혜당 김수근(金洙根)의 아들, 영어 김병국의 형. 영은부원군 김문근의 조카.

## 생애
1853년 정시문과에 병과로 급제, 장령(掌令)·사간 등 삼사의 언관직을 두루 역임하였다. 안동김씨의 세도정치 아래에서 대사헌․판서 등을 역임하였다. 흥선군은 그의 딸과 그의 일족 김병문의 딸 등을 며느리로 삼겠다고 약속하였으나 고종 즉위 후 세도가문 출현을 우려하여 김문과의 혼약을 모두 취소하였다.
흥선대원군의 집권으로 안동김씨 일문이 거의 제거되었으나, 불우한 처지에 있던 흥선대원군을 극진히 대우하여, 고종 즉위 이후에도 계속 요직에 등용되어 64년 이조판서, 뒤에 좌의정으로 승진되었다. 김좌근 등과 함께 철종실록 편찬에 참여하여 실록총재관으로 《철종실록》 편찬에 참여하였으며, 대원왕의 명을 받아 찬집소(纂集所) 총재관으로 조두순(趙斗淳)·이유원(李裕元)과 함께 대전회통 편찬에 참여하여 《대전회통》 간행을 지휘하였다.
보수적 척화론자로서, 흥선대원군이 가톨릭을 이용하려 하자 이를 반대하였으며 1866년 병인박해 때 천주교 금지를 적극 주장하였다. 그러나 흥선대원군(興宣大院君)과 야합하여 경복궁 중건과 서원 철폐를 공동 주도하기도 하였으며, 대원군이 인심을 잃고 실각한 이후, 의정부영의정을 거쳐, 1875년 영돈녕부사가 되었으며, 일본의 의도를 간파하여 한일수호조약 체결을 극력 반대하였다.

## 가계
- 고조부 : 증이조판서 김원행(金元行)
  - 증조부 : 김이직(金履直)
    - 할아버지 : 목사 김인순(金麟淳)
      - 양아버지 : 김준근(金浚根) - 백부
        - 1부인 : 초배 파평윤씨 부인
        - 2부인 : 계취 파평윤씨 부인
        - 3부인 : 삼취 성주이씨 부인
          - 양자 : 김승규(金昇圭) - 생부 : 김병유(金炳儒)

      - 친아버지 : 이조판서 김수근(金洙根)
        - 동생 : 영의정 김병국(金炳國)

      - 작은아버지 : 영의정 김문근(金汶根)-9촌숙 김이순(金頤淳)에게 출계
        - 사촌 : 김병필(金炳弼)

## 김병학을 연기한 배우
- 임동진 - 풍운
- 현석 - 조선왕조 오백년 대원군
- 정운용 - 찬란한 여명
- 박영지 - 명성황후
- 한재영 - 바람과 구름과 비
- 송민형 - 철인왕후

## 같이 보기
- 철종실록
- 대전회통